# Vlkov (ort i Tjeckien, Södra Böhmen)
Vlkov är en ort i Tjeckien.   Den ligger i regionen Södra Böhmen, i den centrala delen av landet, 110 km söder om huvudstaden Prag. Vlkov ligger 416 meter över havet och antalet invånare är 146.
Terrängen runt Vlkov är platt. Runt Vlkov är det glesbefolkat, med 19 invånare per kvadratkilometer. Närmaste större samhälle är Veselí nad Lužnicí, 4,2 km nordväst om Vlkov. Omgivningarna runt Vlkov är en mosaik av jordbruksmark och naturlig växtlighet.